# Investigacions (Star Trek: Voyager)
"Investigacions" (títol original en anglès "Investigations") és el vintè episodi de la segona temporada i el 36è del total de la sèrie de televisió de ciència-ficció estatunidenca Star Trek: Voyager. El guió va ser escrit per Jeri Taylor, i dirigit per Les Landau.  L'episodi es va emetre a UPN el 13 de març de 1996.
Ambientada al segle XXIV, la sèrie segueix les aventures de la tripulació de la Flota Estel·lar i els Maquis de la nau estel·lar USS Voyager després de quedar encallats al Quadrant Delta a desenes de milers d’anys llum de distància de la resta de la Federació. L'episodi se centra en el personatge Neelix, que mentre investiga un informe compartit a la seva nova emissió diària a la tripulació, es troba amb un traïdor que envia missatges codificats al Kazon. Una subtrama còmica implica els intents del Doctor d'aconseguir que els seus segments mèdics s'incloguin a l'emissió diària de Neelix.

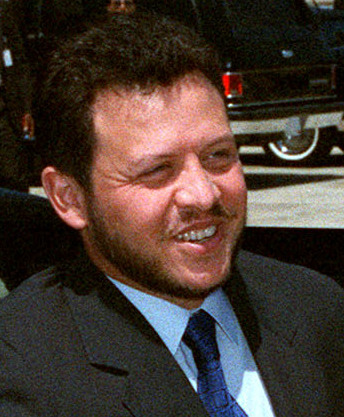
Abdullah II el1999, tres anys després del cameo a l'episodi

## Argument
L'oficial de moral Neelix inicia una emissió d'informació a tota la nau a bord de la Voyager com a intent d'elevar la moral de la tripulació. Tanmateix, els seus informes inicials són una mica decebedors, ja que comparteix la notícia que el timoner Tom Paris (la conducta del qual s'ha tornat cada cop més erràtica en diversos episodis anteriors) abandonarà la nau permanentment per unir-se a un comboi talaxià.
Resulta que algú a bord de la "Voyager" ha estat enviant informació a una raça enemiga, els Kazon. Després que Seska i els Kazon segrestin Tom Paris de la nau talaxiana, Neelix suggereix a la seva emissió que va ser Paris qui els va trair a tots. La capitana Janeway revela en privat a Neelix que la insubordinació, la sortida i la unió de Paris als Kazon van ser part d'un acte per descobrir un presumpte traïdor a bord. Els membres de la tripulació Maquis, inclòs el comandant Chakotay, no havien estat informats, ja que se sospitava que el traïdor era dels Maquis. Li demana a Neelix que utilitzi el seu nou paper periodístic per investigar.
Finalment, Neelix descobreix que el veritable traïdor és Michael Jonas, un enginyer dels Maquis. Jonas bloqueja Enginyeria, fereix Neelix i intenta arrossegar la "Voyager" a una trampa parada per les forces kazons. Neelix es recupera i ataca Jonas, que cau per sobre d'una barana del segon pis i es desintegra per una fuita de plasma a sota. Tom Paris torna després de danyar la nau kazon i robar una llançadora. Explica i es disculpa amb la tripulació pel seu comportament recent, revelant que era una estratagema que ell i la capitana havien planejat per infiltrar-se als kazons i desallotjar l'intrús fa moltes setmanes. Més tard, Chakotay expressa la seva decepció per l'engany que s'estava planejant sense el seu coneixement.

## Actors convidats
- Raphael Sbarge - Michael Jonas
- Martha Hackett -  Seska
- Jerry Sroka - Laxeth
- Simon Billig - Hogan
- Abd-Al·lah II de Jordània

## Cameo reial
L'aleshores príncep Abdullah, ara Rei Abd-Al·lah II de Jordània, un fan de la sèrie, apareix com un personatge que no parla. Se'l veu durant els primers minuts –en la seqüència introductòria (teaser)– interpretant un oficial científic sense nom que es troba davant de l'alferes Harry Kim durant l'aparent final d'una conversa just abans que Neelix arribi a parlar amb Kim.

## Recepció
Keith DeCandido li va donar una puntuació a tor.com de 4 sobre 10. Es queixa que en cap moment queda clar perquè Jonas va fer el que va fer i fins i tot troba "mandrosa" per part dels guionistes la forma en què mor. Però, tot i això, considera el pitjor element de l'episodi convertir Neelix en periodista, ja que considera que no fa riure.